# Плешивата певица
„Плешивата певица“ (на френски: La Cantatrice chauve) е първата пиеса на румънско-френския драматург Йожен Йонеско.
Вдъхновена от странните диалози в учебник по английски, тя е поставена за пръв път в парижкия театър „Ноктамбюл“ на 11 май 1950 година. Пиесата показва срещата между две двойки от средната класа, които водят продължителен безсмислен разговор, в който изглежда, че всички говорят без да слушат останалите. „Плешивата певица“ е една от пъвите и най-влиятелните пиеси на театъра на абсурда, превеждана е и е поставяна в множество страни и е сред най-изпълняваните пиеси във Франция.